# Dêqên, Dêqên
Dêqên, även känt som Dechen eller Tehtsin, är ett härad i  den autonoma prefekturen med samma namn för tibetaner i Yunnan-provinsen i sydvästra Kina. 